# Wervicq-Sud
Wervicq-Sud (in olandese: Zuid-Wervik) è un comune francese di 4 765 abitanti situato nel dipartimento del Nord nella regione dell'Alta Francia. È separato dal comune belga di Wervik dal fiume Lys.

## Società

### Evoluzione demografica
Abitanti censiti